# Place du Docteur-Félix-Lobligeois
La place du Docteur-Félix-Lobligeois est une place du 17e arrondissement de Paris.

## Situation et accès

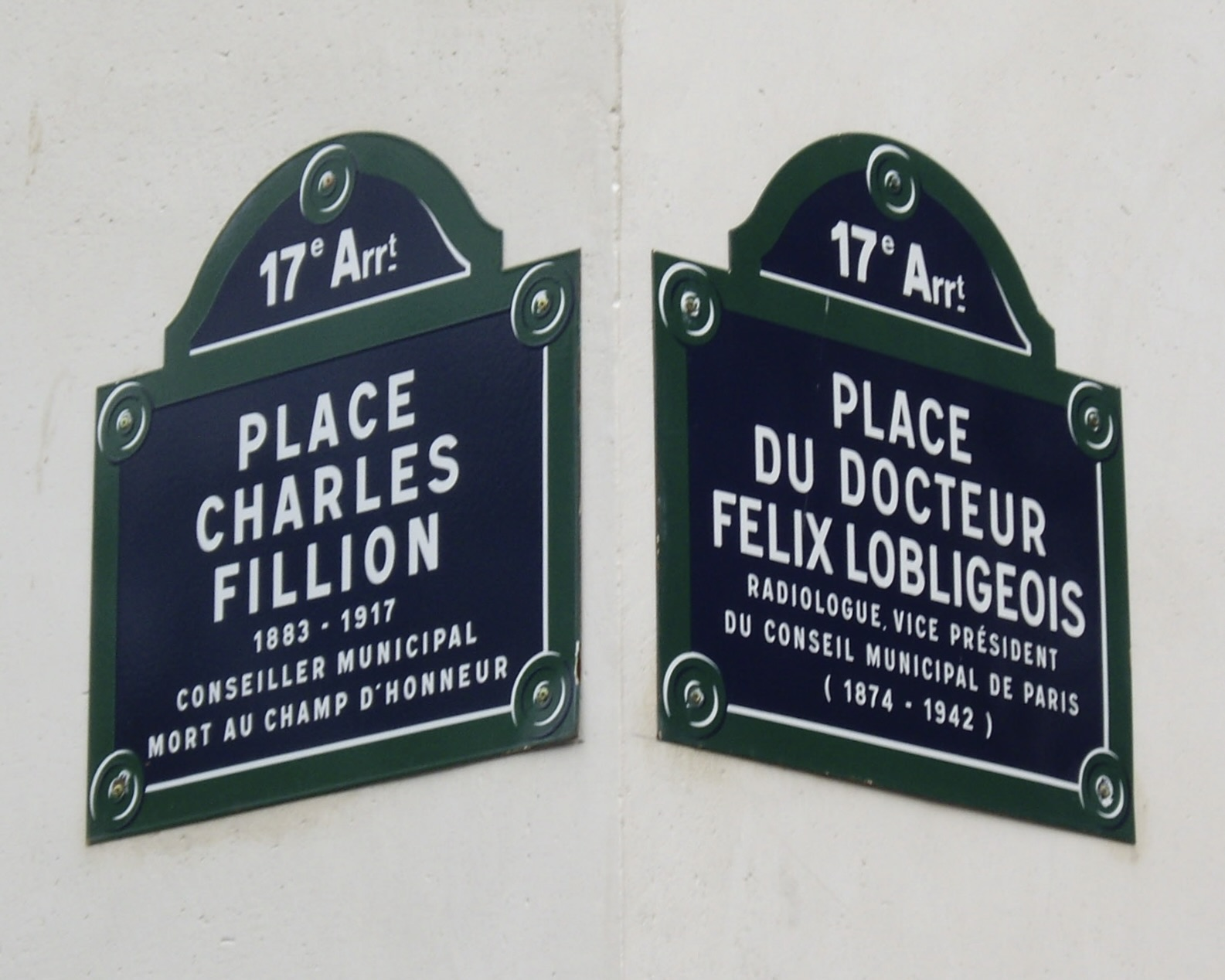
Plaque de rue de la place du Docteur-Félix-Lobligeois.

## Origine du nom
Félix Lobligeois (1874-1941) était un vice-président du Conseil municipal de Paris, un radiologue et une victime de la science.

## Historique
La place est créée sur l'emprise de la rue des Batignolles vers 1825, alors située sur la commune des Batignolles, sous le nom de « place de l'Hôtel-de-Ville ». Elle prend en 1860 le nom de « place de l'Église » en raison du voisinage de l'église Sainte-Marie des Batignolles et est incorporée dans la voirie parisienne en 1863 sous le nom de « place des Batignolles », en mémoire de l'ancienne commune des Batignolles jusqu'au 7 juillet 1945, où elle devient la « place du Docteur-Félix-Lobligeois ».